# Мелитена
Мелитена (Мелитина, греч. Μελιτήνη) — область в южной части исторической Малой Армении, между Антитавром и Евфратом. В древности являлось царством Мелид. Мелитена была известна благодаря плодородию почвы и местным маслинам и винограду, из которого приготовлялся один из лучших сортов греческого вина — монаритское вино (οίνος Μοναρίτης). Такое же название носил и форт римских легионеров, построенный после завоевания римлянами Каппадокии, частично располагавшейся на территории Малой Армении, на берегу Ефрата, у границ с Великой Арменией (современный турецкий город Малатья).
После присоединения Каппадокии, состоявшегося в правление императора Тиберия в 17 году н. э., вдоль реки Евфрат было построено несколько фортов для защиты северной части Северо-восточного лимеса. Здесь в том числе проводилась вербовка во вспомогательные подразделения римской армии. По сообщениям Тацита, во время кампании Гнея Домиция Корбулона в 63 году большая часть римских войск дислоцировалась в районе Мелитены. После окончания гражданской войны и Первой Иудейской войны в провинции Каппадокии в 72—73 годах стояли для защиты границы по Ефрату XII Молниеносный легион и XVI Стойкий Флавиев легион: первый в Мелитене, второй в Сатале. XII Молниеносный легион продолжал оборонять этот участок лимеса до конца IV века; как сообщается в Notitia Dignitatum, он стоял здесь в 387 году.
В правление Марка Ульпия Траяна поселение Мелитена разрослось до значительных размеров; при византийском императоре Юстиниане этот город считался одним из первых в Малой Азии. При разделении Армении на 2 провинции (имеется в виду раздел 330-х годов) Мелитена сделалась главным городом второй Армении. В 577 году здесь произошла битва византийского войска с персидским царем Хосровом I.